# Biesal
Biesal (deutsch Biessellen) ist ein Dorf in der polnischen Woiwodschaft Ermland-Masuren. Es gehört zur Gmina Gietrzwałd (Landgemeinde Dietrichswalde) im Powiat Olsztyński (Kreis Allenstein).

## Geographische Lage
Biesal liegt im Westen der Woiwodschaft Ermland-Masuren, 16 Kilometer östlich der früheren Kreisstadt Osterode in Ostpreußen (polnisch Ostróda) bzw. 20 Kilometer westlich der heutigen Kreismetropole Olsztyn (deutsch Allenstein).

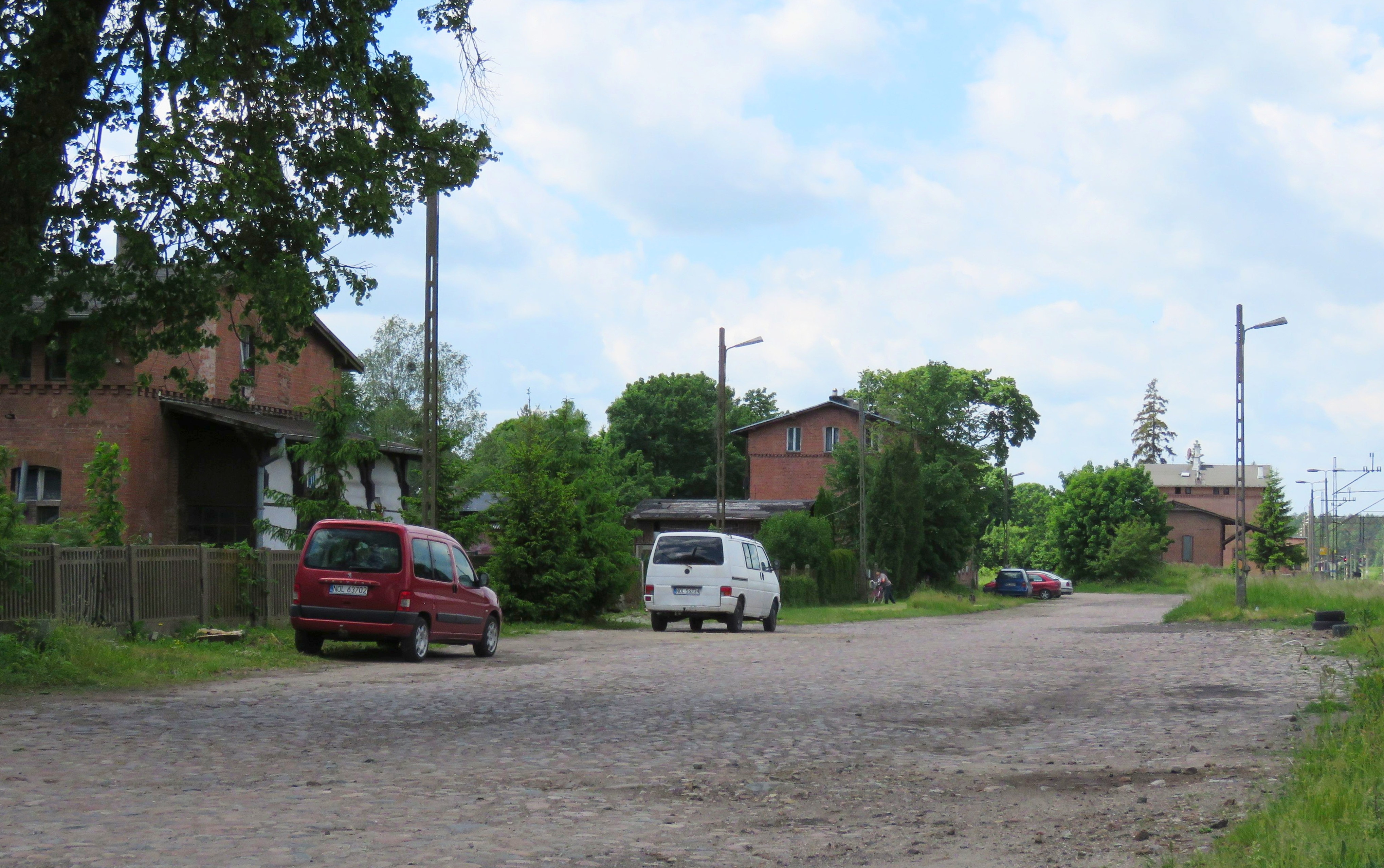
Dorfstraße in Biesal

## Geschichte
Das seinerzeitige Bysseylen und später Biesellen genannte Dorf wurde 1416 erstmals urkundlich erwähnt. Von 1874 bis 1945 gehörte der Ort zum Amtsbezirk Manchengut (polnisch Mańki) im Kreis Osterode in Ostpreußen.
Im Jahre 1910 waren in Biessellen 506 Einwohner registriert. Ihre Zahl belief sich 1933 auf 494 und 1939 auf 456.
1945 wurde Biesal mit dem gesamten südlichen Ostpreußen in Kriegsfolge an Polen überstellt. Das Dorf erhielt am 12. November 1946 die polnische Namensform „Biesal“ und ist heute eine Ortschaft im Verbund der Landgemeinde Gietrzwałd (Dietrichswalde) im Powiat Olsztyński (Kreis Allenstein), bis 1998 der Woiwodschaft Olsztyn, seither der Woiwodschaft Ermland-Masuren zugehörig. Im Jahre 2011 zählte Biesal 624 Einwohner.

## Kirche

### Kirchengebäude
Gutsbesitzer Hugo Striewski stiftete 1924 in Biessellen ein Grundstück, auf dem die evangelische Kirchengemeinde eine schlichte Kapelle errichten ließ. Sie unterstand der Kirche  Manchengut (polnisch Mańki), der Biessellen als Kirchspielort zugeordnet war.
Nach 1945 wurde die Kapelle der Römisch-katholischen Kirche übereignet, die sie neu herrichten ließ und der Mariä Empfängnis widmete. Am 1. Juli 1993 entstand hier eine Pfarrei, der die St.-Nikolaus-Kirche in Mańki zugeordnet ist.

### Kirchengemeinde

#### Evangelisch
Bis 1945 war Biessellen in die Kirche Manchengut in der Kirchenprovinz Ostpreußen der Kirche der Altpreußischen Union eingepfarrt. Heute gehört der Ort zur Kirche Łęguty (Langgut), einer Filialkirche von Ostróda (Osterode in Ostpreußen) in der Diözese Masuren der Evangelisch-Augsburgischen Kirche in Polen.

#### Römisch-katholisch
Vor 1945 gehörten die katholischen Einwohner Biessellens zur Pfarrgemeinde in Osterode in Ostpreußen (polnisch Ostróda). Jetzt ist Biesal Sitz einer eigenen Pfarrei, die zum Dekanat Olsztyn III-Gutkowo im Erzbistum Ermland gehört.

## Verkehr

### Straße
Biesal liegt nur 1 Kilometer südwestlich von Podlejki (Podleiken), wo sich die verkehrsreiche Landesstraße 16 und die Woiwodschaftsstraße 531 treffen. Außerdem führt eine lokale Nebenstraße von Salminek (Sallmeien) und Jadaminy (Adamsgut) in den Ort.

### Schienen

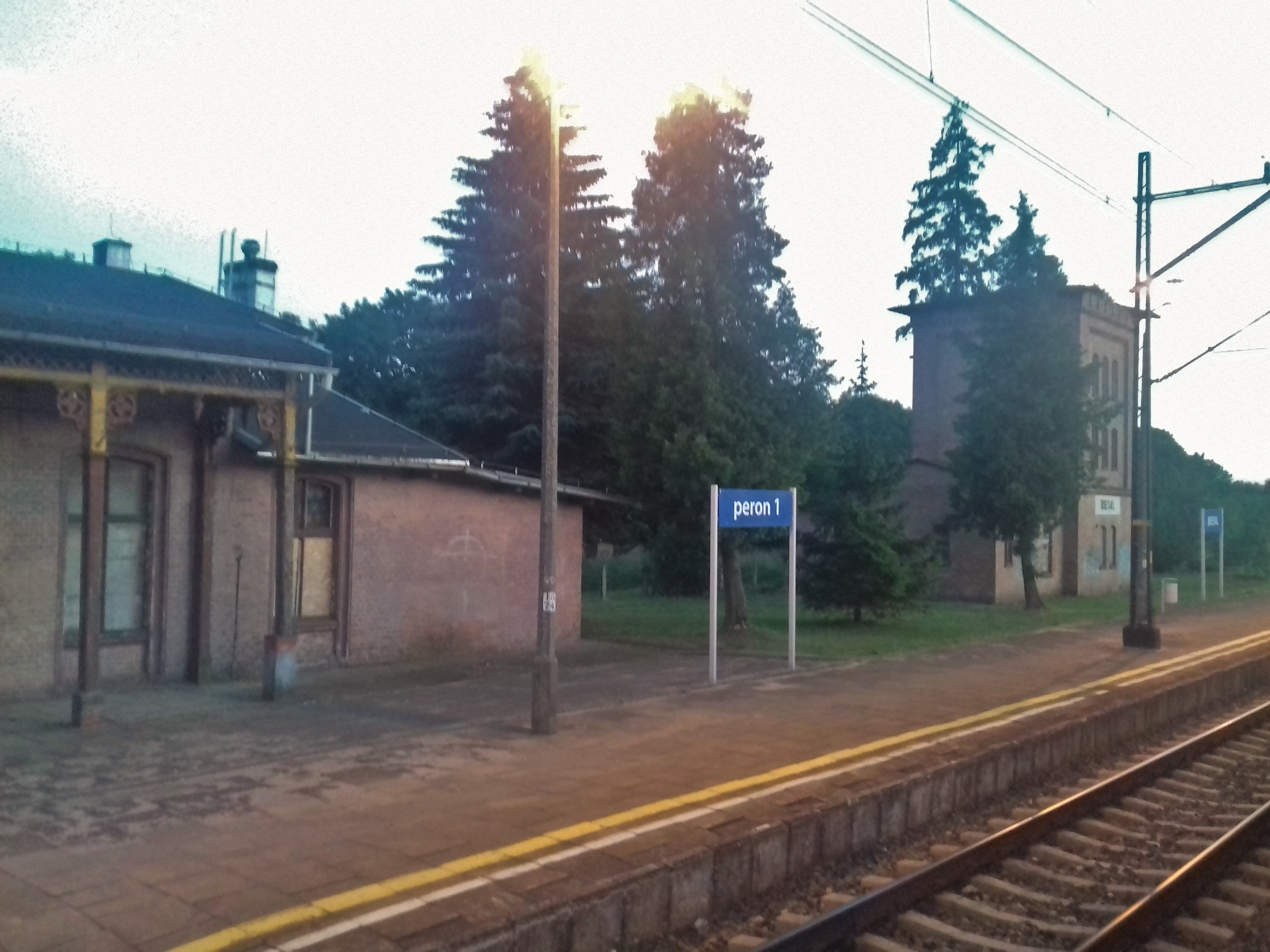
Der Bahnhof Biesal

Seit dem 15. August 1873 ist Biesselen/Biesal Bahnstation an der jetzigen PKP-Linie 353 Toruń–Tschernjachowsk (deutsch Thorn–Insterburg), die aber nicht mehr in Gänze befahren wird. Das große Bahnhofsgebäude erinnert an die Zeiten – zum Beispiel 1914 –, als Biessellen für Truppentransporte eine bedeutende Verladestation war.

## Persönlichkeiten

### Aus dem Ort gebürtig
- Adam Tomasiak (* 15. Februar 1953 in Biesal), polnischer Ruderer

## Literatur

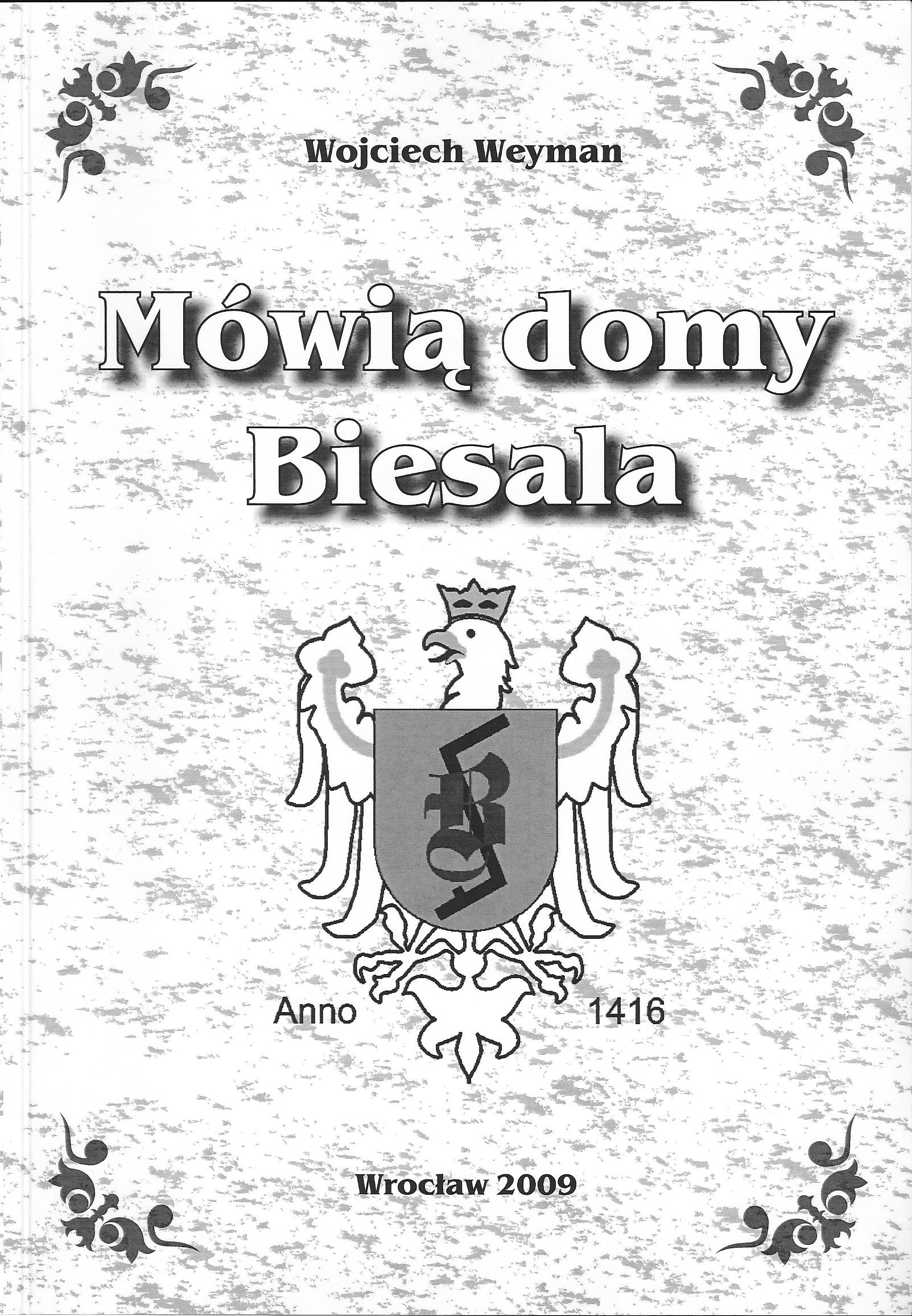